# Chrysopilus thoracicus
Chrysopilus thoracicus är en tvåvingeart som först beskrevs av Fabricius 1805.  Chrysopilus thoracicus ingår i släktet Chrysopilus och familjen snäppflugor. Inga underarter finns listade i Catalogue of Life.

## Bildgalleri

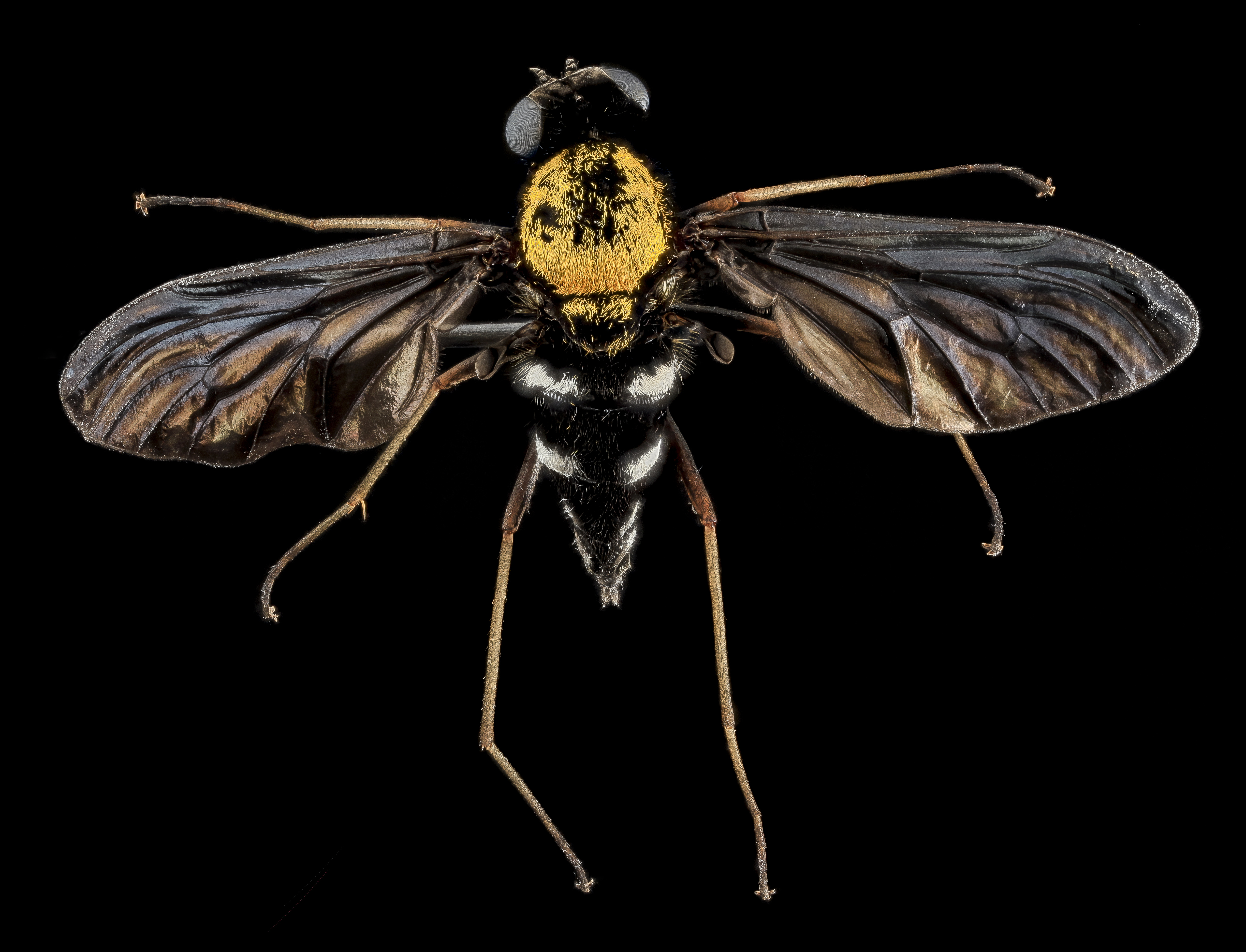
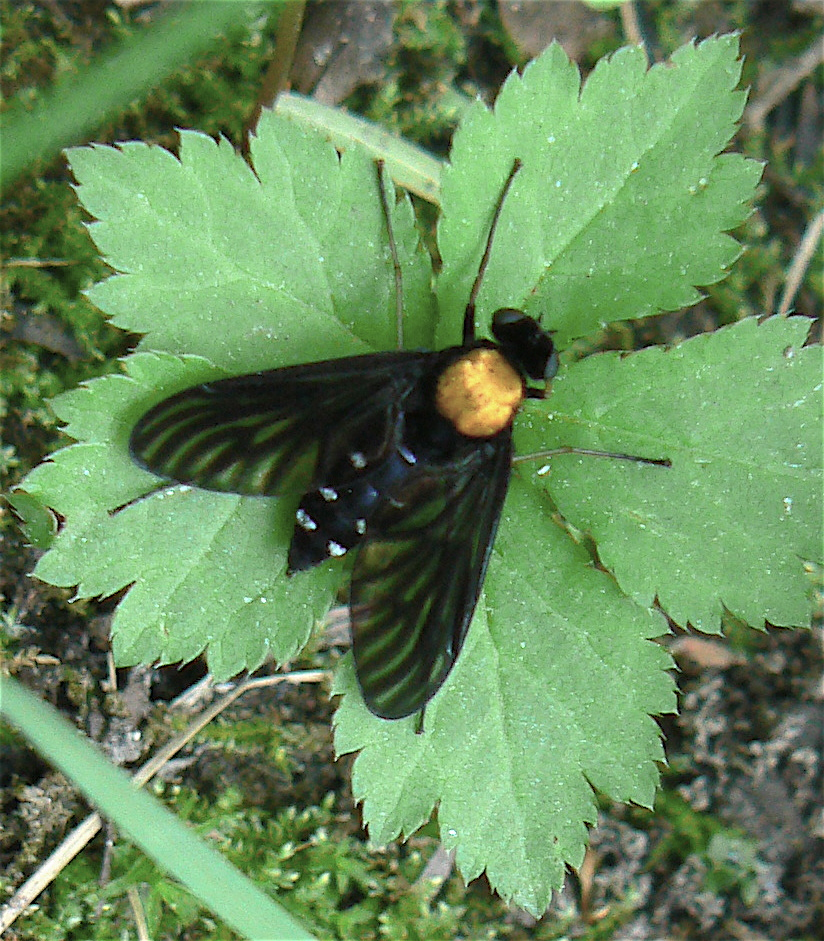